# Enrico Pranzini
Enrico Pranzini, francesizzato in Henri-Jacques Pranzini e conosciuto anche con il soprannome di "le Chéri magnifique" (Alessandria d'Egitto, 1856 – Parigi, 31 agosto 1887), è stato un criminale francese.

## Biografia
Era di lontane origini italiane ma nato ad Alessandria d'Egitto. Uomo colto e cosmopolita, parlava circa otto lingue; avventuriero, entrò nell'esercito dove svolse le funzioni anche di interprete per l'esercito inglese e partecipò alla Seconda guerra anglo-afghana.
Gli si confaceva una vita libertina, e a Parigi, dove era giunto insieme a un suo amico svedese che faceva il pittore, frequentava volentieri gli ambienti artistici. Uomo d'azione, trafficante con la passione per il gioco, l'amico finì per indurlo a frequentare gli ambienti della piccola delinquenza, fino a che un giorno il destino lo farà incontrare con le sue tre vittime: Marie Régnault, che si faceva chiamare Régine de Montille, originaria di Chalon, da taluni descritta come donna di facili costumi, e che aveva abbandonato la provincia per andare a Parigi con la speranza di fare fortuna, la sua domestica Annette Gremeret, e la sua figlia illegittima Marie-Louise, che faceva passare per la figlia della domestica.
La vicenda del Pranzini e delle tre donne trovò il suo epilogo drammatico presumibilmente nella notte tra il 16 e il 17 marzo 1887 con il triplice omicidio avvenuto al numero 17 di via Montaigne a Parigi; la pressoché immediata cattura il 21 marzo a Marsiglia del presunto assassino; il rapido processo, la condanna e la susseguente esecuzione del Pranzini nel giro di un mese, il 31 agosto.
Il delitto di due donne di 40 e 38 anni, Marie e Annette, e di una ragazzina di 12, Marie, tutte nella stessa abitazione, ha una vasta eco sulla stampa francese ed estera.
Gli inquirenti, da parte loro, accertarono solo la scomparsa di alcuni gioielli di poco valore e una piccola somma di danaro, ma infine seguendo le sue tracce arrestarono il trentunenne Pranzini, che continuò a dichiararsi innocente, anche con un fare insolente e di disprezzo per gli accusatori, sino alla fine.
Il processo si svolse dal 9 al 13 luglio 1887.
L'esito del processo fu abbastanza scontato, e venne così la condanna alla ghigliottina. L'esecuzione avvenne il 31 agosto seguente.
La vicenda della condanna di Pranzini è citata anche in Storia di un'anima di Teresa di Lisieux: nel suo diario-testamento spirituale, Teresa scrive che ha pregato perché il reo si convertisse e salvasse; Pranzini in effetti, appena prima di mettere la testa nel foro della ghigliottina, prese il crocifisso del sacerdote e lo baciò tre volte.